# La Voz de Granada
La Voz de Granada fue un periódico editado en la ciudad española de Granada entre 1892 y 1897.

## Descripción
Subtitulado «periódico católico-tradicionalista y de intereses generales», apareció en junio de 1892. Continuaba la labor doctrinal que había desarrollado en Granada el periódico integrista El Lábaro, que había cesado el año anterior.  Los carlistas de Granada habían contado anteriormente con el periódico La Esperanza del Pueblo, editado entre 1870 y 1873. 
En su primer número, La Voz de Granada pedía que «impere Dios en la sociedad», que «la patria sea próspera, moral y materialmente» y reclamaba «un Rey cristiano» que acabase con la corrupción y sirviese al pueblo. Según Ildefonso C. Muñoz de Mesa, el fundador del semanario fue el procurador Antonio Pérez Nieto, quien fundó también la Junta carlista de Granada. Salía de la imprenta del Comercio en cuatro páginas de 44 por 32 centímetros a cuatro columnas. En 1894 apareció un nuevo periódico carlista en Granada, La Esperanza, de corta duración.
En febrero de 1896 La Voz de Granada se definía como el «único órgano autorizado del partido tradicionalista de toda la región andaluza» y su director era José Callejas López. Según un periódico liberal, los carlistas granadinos se dividirían entonces en dos bandos, uno de ellos liderado por Antonio Pérez Nieto, en el que figuraban los jóvenes más caracterizados y algunos elementos militares, y otro liderado por José Callejas, más numeroso pero menos importante, si bien contaba con el apoyo del jefe regional, Juan Manuel Moscoso y López. En marzo del mismo año Pérez Nieto fundaba en Granada otro semanario carlista, titulado Venecia, que se erigió en el «órgano del partido en esta región» y pretendió expulsar del carlismo a La Voz de Granada, vertiendo graves acusaciones contra el periódico. En la pelea salió derrotado Venecia, que tuvo que suspender su publicación.
La Voz de Granada continuó siendo presentado por El Correo Español (órgano oficial del carlismo) como perteneciente a la comunión carlista, si bien en octubre del mismo año le surgió nueva competencia, al fundarse en Granada otro periódico carlista más, El Amigo del Obrero.
Reseña Navarro Cabanes que el 4 de noviembre de 1896 publicó un número extraordinario dedicado a Carlos de Borbón y Austria-Este que incluía grabados originales de Elicio de Bérriz, Tomás de A. Feliu, el conde de Guernica, José Callejas (el director), Juan Pedro Afán de Ribera (el presidente del círculo tradicionalista de Granada), el barón de Sangarén, Luis Carlos Viada y Lluch y un R. Muñoz Ortega. Este número fue denunciado por las autoridades. Otro de sus colaboradores fue Eugenio Zavala y Herrera.
Cesó en su publicación en febrero de 1897, a decir del periódico liberal La Alianza, debido a la falta de apoyos de José Callejas. Según esta misma fuente, las luchas internas se produjeron también en torno al círculo tradicionalista local, situado en la calle Padre Alcover, que acabó cerrando.